# Eduard August Hannoverský (1767–1820)

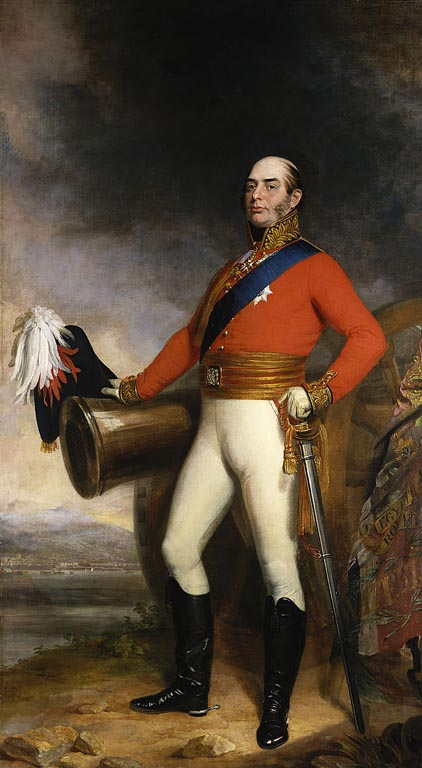
Vévoda Eduard August

Eduard August Hannoverský, vévoda z Kentu a Strathearnu (2. listopadu 1767, Londýn – 23. ledna 1820, Sidmouth) byl člen britské královské rodiny, čtvrtý syn a páté dítě krále Jiřího III. a jeho manželky královny Šarloty, meklenburské princezny, otec královny Viktorie.

## Biografie
Narodil se jako páté dítě a čtvrtý syn britského krále Jiřího III. a jeho manželky královny Šarloty.

### Vojenská kariéra
V roce 1785 se započala jeho vojenská výchova v Německu, kde mu byly vštípeny železné zásady disciplíny. Byl plukovníkem na Gibraltaru, od května 1791 v Kanadě. V říjnu roku 1793 byl povýšen na generálmajora, v lednu 1796 na generálporučíka. 23. dubna roku 1799 mu byl udělen titul vévody z Kentu a Strathearnu a lorda Dublinu a v květnu téhož roku se stal velitelem sil v Britské Severní Americe.
24. května 1802 byl převelen do funkce guvernéra Gibraltaru. Jeho tvrdé pojetí vojenské disciplíny vyvolalo vzpouru v jednom z královských oddílů, v důsledku čehož byl v květnu roku 1801 odvolán. Formálně držel titul guvernéra Gibraltaru do konce života, od staršího bratra Bedřicha Augusta, vévody z Yorku a Albany, velitele královských ozbrojených sil, však obdržel zákaz příjezdu a pobytu na Gibraltaru. Nehledě na faktické ukončení vojenské kariéry mu byla udělena hodnost polního maršálka.
Byl rytířem Řádu sv. Patrika (5. února 1783), Podvazkového řádu (2. května 1786) a nositelem Velkého Kříže Řádu lázně (2. ledna 1815). 5. září 1799 se stal členem Královské tajné rady.

### Manželství
Přes pokročilý věk zůstával starým mládencem, i když měl řadu milenek. Z nich nejznámější je Adelaide Dubusová, s níž měl nemanželskou dceru, a Julie de St. Laurent, s níž žil přes dvacet let. V roce 1817 však došlo k hrozivé situaci stran nástupnictví trůnu, když 6. listopadu zemřela po porodu mrtvého dítěte Šarlota Augusta, jediná dcera nástupce trůnu, waleského prince Jiřího. Britský trůn neměl jiného následníka v této generaci – další synové krále Jiřího III. neměli děti nebo byli rovněž svobodní nebo jejich děti nebyly legitimní:
Bedřich August, vévoda z Yorku a Albany, další v nástupnické linii, se rozvedl se svou ženou po 27 letech bezdětného manželství. Proto další dva synové Jiřího III., Vilém, vévoda Clarence (pozdější král Vilém IV.) a Adolf Frederik, vévoda z Cambridge, podobně jako Eduard August uzavřeli rychle manželství se záměrem zplodit tolik vytouženého následníka trůnu. Další dva bratři, Arnošt August, vévoda z Cumberladu, a August Bedřich, vévoda ze Sussexu, již sice byli ženatí, ale v tomto okamžiku měl vévoda z Cumberlandu dvě mrtvě narozené dcery, zatímco děti vévody ze Sussexu byly vyloučeny z následnictví, neboť manželství jejich rodičů, uzavřené bez králova souhlasu, bylo jako takové podle Royal Marriages Act 1772 z roku 1772 neplatné.
Pro záchranu dynastie se v roce 1818 ve věku 50 let oženil i vévoda z Kentu, a to s německou princeznou Viktorií z dynastie Sasko-Kobursko-Saalfeldské. Svatba se uskutečnila v Koburku 29. května a 13. července se obřad opakoval v Anglii, v Kew Palace v Surrey. (Šlo o dvojitou svatbu, neboť tentýž den se ženil i Eduardův bratr Vilém, vévoda Clarence s jinou německou princeznou, Adelheidou Sasko-Meiningenskou.)
Z manželství Eduarda a Viktorie se o rok později, 24. května roku 1819, narodila jediná dcera, princezna Viktorie z Kentu ,budoucí královna Viktorie.
Nedlouho poté, v lednu roku 1820, vévoda z Kentu po krátké nemoci zemřel. O pouhých šest dní ho přežil jeho otec, král Jiří III. Žili také jeho starší bratři, z nichž první usedl na trůn jako Jiří IV. a druhý po jeho smrti jako Vilém IV. Po Vilémově smrti 20. června 1837 zdědila britskou královskou korunu dcera Eduarda Augusta – princezna Viktorie.
Jméno vévody Eduarda nese kanadská provincie – Ostrov prince Edwarda.

## Vývod z předků
|                           |                                                  |  |                                |                                                  |  |  |  |  |  |  |  | Jiří I. |
|                           |                                                  |  |                                |                                                  |  |  |  |  |  |  |  |         |
|                           | Jiří II.                                         |  |                                |                                                  |  |  |  |  |  |  |  |         |
|                           |                                                  |  |                                |                                                  |  |  |  |  |  |  |  |         |
|                           |                                                  |  |                                | Žofie Dorotea z Celle                            |  |  |  |  |  |  |  |         |
|                           |                                                  |  |                                |                                                  |  |  |  |  |  |  |  |         |
|                           | Frederik Ludvík Hannoverský                      |  |                                |                                                  |  |  |  |  |  |  |  |         |
|                           |                                                  |  |                                |                                                  |  |  |  |  |  |  |  |         |
|                           |                                                  |  |                                | Jan Fridrich Braniborsko-Ansbašský               |  |  |  |  |  |  |  |         |
|                           |                                                  |  |                                |                                                  |  |  |  |  |  |  |  |         |
|                           | Karolina z Ansbachu                              |  |                                |                                                  |  |  |  |  |  |  |  |         |
|                           |                                                  |  |                                |                                                  |  |  |  |  |  |  |  |         |
|                           |                                                  |  |                                | Eleonora Sasko-Eisenašská                        |  |  |  |  |  |  |  |         |
|                           |                                                  |  |                                |                                                  |  |  |  |  |  |  |  |         |
|                           | Jiří III.                                        |  |                                |                                                  |  |  |  |  |  |  |  |         |
|                           |                                                  |  |                                |                                                  |  |  |  |  |  |  |  |         |
|                           |                                                  |  |                                | Fridrich I. Sasko-Gothajsko-Altenburský          |  |  |  |  |  |  |  |         |
|                           |                                                  |  |                                |                                                  |  |  |  |  |  |  |  |         |
|                           | Fridrich II. Sasko-Gothajsko-Altenburský         |  |                                |                                                  |  |  |  |  |  |  |  |         |
|                           |                                                  |  |                                |                                                  |  |  |  |  |  |  |  |         |
|                           |                                                  |  |                                | Magdaléna Sibyla Sasko-Weissenfelská             |  |  |  |  |  |  |  |         |
|                           |                                                  |  |                                |                                                  |  |  |  |  |  |  |  |         |
|                           | Augusta Sasko-Gothajská                          |  |                                |                                                  |  |  |  |  |  |  |  |         |
|                           |                                                  |  |                                |                                                  |  |  |  |  |  |  |  |         |
|                           |                                                  |  |                                | Karel Anhaltsko-Zerbstský                        |  |  |  |  |  |  |  |         |
|                           |                                                  |  |                                |                                                  |  |  |  |  |  |  |  |         |
|                           | Magdalena Augusta Anhaltsko-Zerbstská            |  |                                |                                                  |  |  |  |  |  |  |  |         |
|                           |                                                  |  |                                |                                                  |  |  |  |  |  |  |  |         |
|                           |                                                  |  |                                | Žofie Sasko-Weissenfelská                        |  |  |  |  |  |  |  |         |
|                           |                                                  |  |                                |                                                  |  |  |  |  |  |  |  |         |
| Eduard August Hannoverský |                                                  |  |                                |                                                  |  |  |  |  |  |  |  |         |
|                           |                                                  |  |                                |                                                  |  |  |  |  |  |  |  |         |
|                           |                                                  |  | Adolf Fridrich I. Meklenburský |                                                  |  |  |  |  |  |  |  |         |
|                           |                                                  |  |                                |                                                  |  |  |  |  |  |  |  |         |
|                           | Adolf Fridrich II. Meklenbursko-Střelický        |  |                                |                                                  |  |  |  |  |  |  |  |         |
|                           |                                                  |  |                                |                                                  |  |  |  |  |  |  |  |         |
|                           |                                                  |  |                                | Marie Kateřina Brunšvicko-Dannenberská           |  |  |  |  |  |  |  |         |
|                           |                                                  |  |                                |                                                  |  |  |  |  |  |  |  |         |
|                           | Karel Ludvík Fridrich Meklenbursko-Střelický     |  |                                |                                                  |  |  |  |  |  |  |  |         |
|                           |                                                  |  |                                |                                                  |  |  |  |  |  |  |  |         |
|                           |                                                  |  |                                | Kristián Vilém I. Schwarzbursko-Sondershausenský |  |  |  |  |  |  |  |         |
|                           |                                                  |  |                                |                                                  |  |  |  |  |  |  |  |         |
|                           | Christiana Emilie Schwarzbursko-Sondershausenská |  |                                |                                                  |  |  |  |  |  |  |  |         |
|                           |                                                  |  |                                |                                                  |  |  |  |  |  |  |  |         |
|                           |                                                  |  |                                | Antonie Sibyla Barby-Mühlingenská                |  |  |  |  |  |  |  |         |
|                           |                                                  |  |                                |                                                  |  |  |  |  |  |  |  |         |
|                           | Šarlota Meklenbursko-Střelická                   |  |                                |                                                  |  |  |  |  |  |  |  |         |
|                           |                                                  |  |                                |                                                  |  |  |  |  |  |  |  |         |
|                           |                                                  |  |                                | Arnošt Sasko-Hildburghausenský                   |  |  |  |  |  |  |  |         |
|                           |                                                  |  |                                |                                                  |  |  |  |  |  |  |  |         |
|                           | Arnošt Fridrich I. Sasko-Hildburghausenský       |  |                                |                                                  |  |  |  |  |  |  |  |         |
|                           |                                                  |  |                                |                                                  |  |  |  |  |  |  |  |         |
|                           |                                                  |  |                                | Žofie Henrieta Waldecká                          |  |  |  |  |  |  |  |         |
|                           |                                                  |  |                                |                                                  |  |  |  |  |  |  |  |         |
|                           | Alžběta Sasko-Hildburghausenská                  |  |                                |                                                  |  |  |  |  |  |  |  |         |
|                           |                                                  |  |                                |                                                  |  |  |  |  |  |  |  |         |
|                           |                                                  |  |                                | Jiří Ludvík I. Erbašský                          |  |  |  |  |  |  |  |         |
|                           |                                                  |  |                                |                                                  |  |  |  |  |  |  |  |         |
|                           | Žofie Albertina z Erbachu                        |  |                                |                                                  |  |  |  |  |  |  |  |         |
|                           |                                                  |  |                                |                                                  |  |  |  |  |  |  |  |         |
|                           |                                                  |  |                                | Amálie Kateřina Waldecko-Eisenberská             |  |  |  |  |  |  |  |         |
|                           |                                                  |  |                                |                                                  |  |  |  |  |  |  |  |         |